# Liiva, Tallinn
Liiva är en stadsdel i distriktet Nõmme i Estlands huvudstad Tallinn.